# Gutshaus Geisendorf

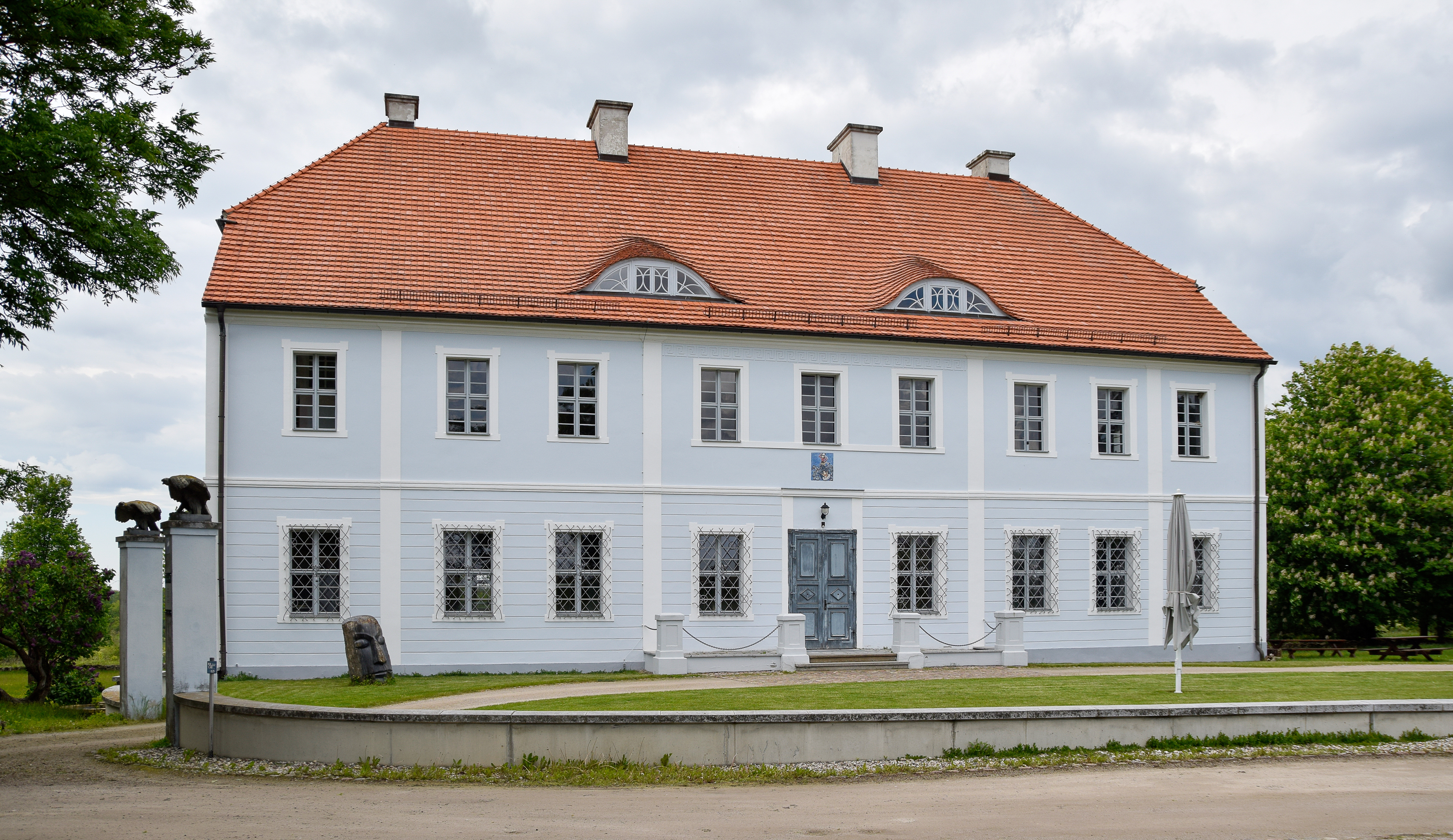
Gutshaus Geisendorf im Jahr 2021

Das Gutshaus Geisendorf (niedersorbisch Kněski dwor Gižkojce) ist ein denkmalgeschütztes Herrenhaus in Brandenburg. Es befindet sich auf der Gemarkung des ehemaligen Dorfes Geisendorf in der Gemeinde Neupetershain im Landkreis Oberspreewald-Lausitz.

## Architektur und Geschichte
Der Grundbesitz gehörte vormals den Adelsfamilien von Löben, diese von 1486 bis 1675, dann denen von Nostitz und kurzzeitig dem Adelsgeschlecht von der Marwitz, von 1727 bis 1739. Das Gutshaus Geisendorf wurde gegen Ende des 17. Jahrhunderts errichtet. Bei dem Gebäude handelt es sich um einen 9:5-achsigen, zweigeschossigen Rechteckbau unter Krüppelwalmdach. Mitte des 18. Jahrhunderts erwarb die Familie von Muschwitz Gut Geisendorf. Zu nennen ist Kaspar Heinrich von Muschwitz (1690–1759) auf Neupetershain, der Geisendorf zu seinem Hauptgut benannte. Der neue Gutsherr war zweimal liiert, zuerst mit Henriette Charlotte von Eberhardt, dann mit Charlotte von Preuß-Reinholdshayn. Zu Beginn des 19. Jahrhunderts wurde der Bau für den Erben und damaligen Besitzer Ritterschaftsrat Friedrich Ehrenreich von Muschwitz (1736–1822) umgestaltet, sodass bei dem ursprünglich im Stil des Barock errichteten Gebäudes heute Formen des Klassizismus überwiegen. Die Hauptfassade des Gutshofes im frühklassizistischen Stil verfügt im Erdgeschoss über eine Bandquaderung, im Obergeschoss ist sie mit Pilastern gegliedert. Des Weiteren besitzt die Hauptfassade einen Mittelrisalit mit Mäanderfries. An der gegenüberliegenden Gebäudeseite fällt eine geänderte Fensterordnung auf. Zudem gibt es an der Nordseite einen Toilettenerker sowie einen großen Rundbogen in der Mitte der Fassade, die auf die Entstehung des Gebäudes im 17. Jahrhundert schließen lassen. Friedrich Ehrenreich von Muschwitz besaß im Kreis Cottbus mehrere Güter und gründete mit Sophie von Preuß (1746–1797) eine Familie.
Das Gutseigentum ging dann an den Sohn Hauptmann Friedrich Gottlob von Muschwitz (1769–1844) und seine Ehefrau Luise Amalie von Muschwitz-Wintdorf (1793–1864) über. Deren ältester Sohn Rudolf von Muschwitz übernahm mit Gentha ein anderes Gut, war Jurist und Landtagsabgeordneter. Der zweite Sohn Friedrich von Muschwitz wurde Offizier. Gut Geisendorf übernahm im Minorat der jüngste Sohn als Erbe Hermann von Muschwitz (1825–1905), verheiratet mit Agnes Jänicke. Geisendorf umfasste um 1880 etwa 722 ha, inklusive 496 ha Forsten. Sie überreichten Geisendorf wiederum dem ältesten Sohn Alfred von Muschwitz, kgl. preuß. Amtsgerichts-Rat und Oberleutnant d. R. Er hatte mit Elisabeth Schulze ebenfalls eine bürgerliche Ehefrau, das Ehepaar hatte keine Kinder. Auf Geisendorf waren auch die Schwestern des Gutsherrn, Kathinka und Anna geboren, letztere heiratete mit dem nobilitierten Hubert von Seydel-Gosda einen Gutsbesitzer. Alfred von Muschwitz verkaufte um 1921 das Gut an Hauptmann a. D. Hansen Burscher von Saher zum Weißenstein auf Straußdorf. Vor der großen Wirtschaftskrise 1929 beinhaltete das Rittergut Geisendorf 728 ha. Dieser wurde im Zuge der Bodenreform in der Sowjetischen Besatzungszone 1945 enteignet. Danach wurde das Gebäude für verschiedene Zwecke genutzt. In den 1980er-Jahren diente das Gutshaus für örtliche Feiern wie das Erntedankfest oder das Zampern. Danach stand das Gebäude einige Zeit leer.
1991 kaufte Pascual Jordan, ein Urenkel Burscher von Sahers, das verfallene und verwahrloste Gutshaus von der Gemeinde Neupetershain. Er sanierte das Gebäude gemäß den Denkmalschutzbestimmungen und wurde dafür 1993 mit dem Brandenburgischen Preis für Denkmalpflege ausgezeichnet.

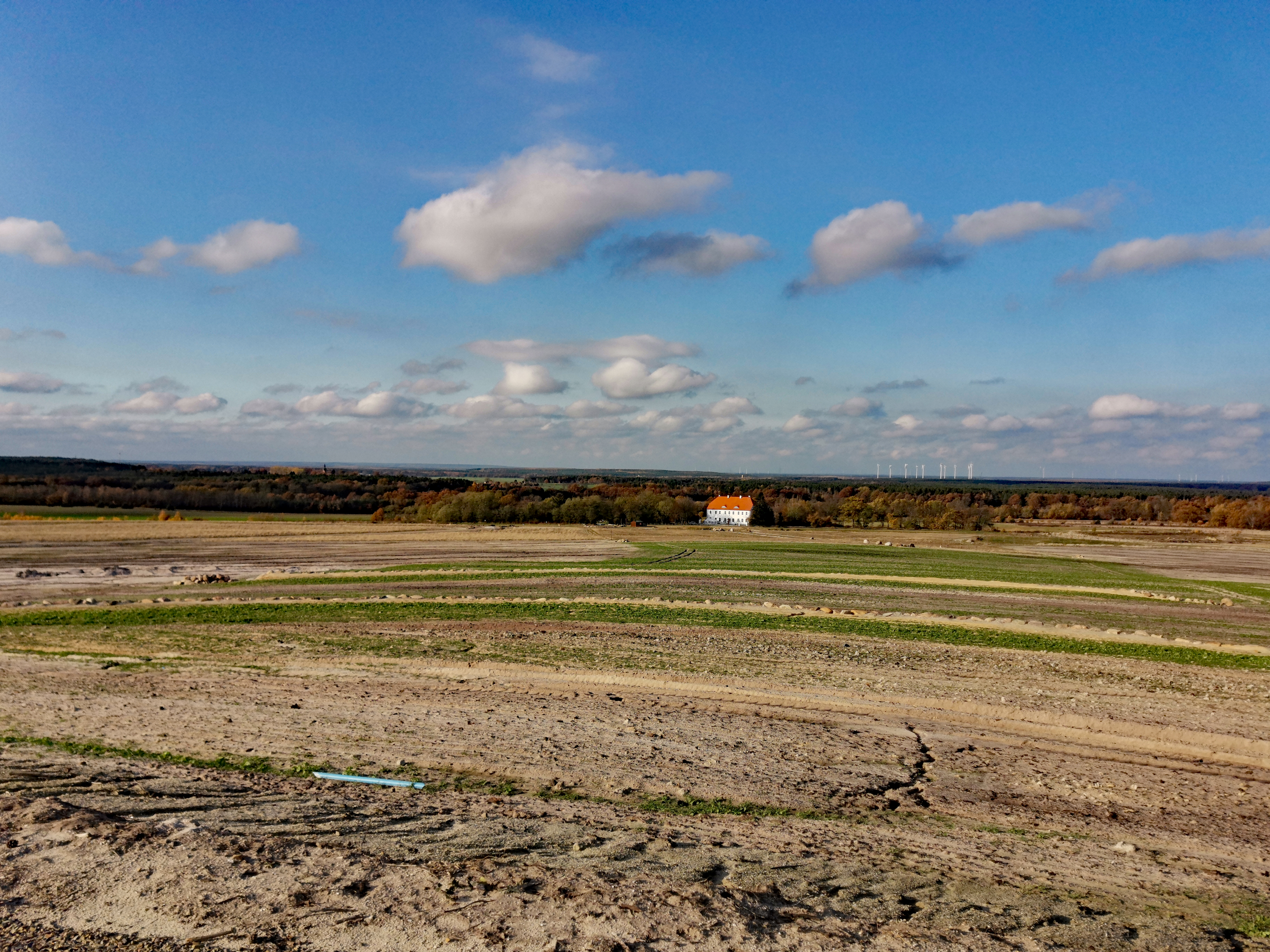
Blick über die rekultivierte Ortslage von Kausche mit dem Gutshaus Geisendorf im Hintergrund (2019)

1996 wurde das Gutshaus von der Lausitzer Braunkohle AG aufgekauft. Ende der 1990er-Jahre wurde die Umsiedlung von Geisendorf genehmigt, 2001 wurde der Ort durch den Braunkohletagebau Welzow-Süd devastiert. Ursprünglich sollte auch das Gutshaus dem Tagebau weichen, letztendlich wurde es jedoch erhalten und ist somit das einzige erhaltene Gebäude Geisendorfs. Seitdem wird das Gutshaus als Kulturforum genutzt, dort finden unter anderem Ausstellungen, ein Literaturforum sowie weitere Veranstaltungen statt. Seit 2009 liegt das Gutshaus unmittelbar am Rand des Tagebaus.